# The League of Extraordinary Gentlemen (strip)
The League of Extraordinary Gentlemen is een stripboekserie geschreven door Alan Moore en getekend door Kevin O'Neill. De serie verscheen voor het eerst in 1999 als onderdeel van de America's Best Comics-reeks van Wildstorm Comics.

## Over de serie
De serie speelt zich af in het victoriaanse tijdperk en bevat personages uit veel bekende verhalen geschreven in die tijd zoals de boeken van Jules Verne, H.G. Wells en Bram Stoker. Elk personage in de reeks is een personage uit literatuur van toen, of een voorouder van een personage uit hedendaagse literatuur (zoals Campion Bond, een voorouder van James Bond). Ook zijn sommige historische figuren vervangen door fictieve personages die oorspronkelijk op hen gebaseerd waren. Zo is de Duitse dictator Adolf Hitler vervangen door Adenoid Hynkel, uit de film The Great Dictator.
Volgens Moore was het oorspronkelijke idee een soort Justice League voor het Victoriaanse Engeland te maken, maar al snel groeide de strip uit tot een mogelijkheid om alle bekende verhalen uit dat tijdperk samen te voegen. Moore en O'Neill hebben reeds aangegeven vele verschillende tijdperken te willen verkennen met de League. 
De Victoriaanse omgeving stelt Moore en O'Neill in staat veel bekende personages een cameo te laten maken in de strips. In het eerste deel is bijvoorbeeld een half afgemaakte brug tussen Engeland en Frankrijk te zien, als referentie naar de vele problemen met de constructie van de kanaaltunnel.
De enige bekende personages uit het Victoriaanse tijdperk die niet meedoen in de serie zijn Sherlock Holmes en Graaf Dracula. Dit omdat de reeks zich afspeelt in een tijd waarin deze twee personages reeds zijn omgekomen.

## Inhoud

### Volume 1
De eerste miniserie van zes delen. In deze serie stelt Wilhelmina Harker voor de Britse geheime dienst de eerste League samen. Ze rekruteert Kapitein Nemo, Allan Quatermain, Dr. Jekyll en de onzichtbare man Hawley Griffin, die allen hun eerdere dood in scène blijken te hebben gezet. Hun contactpersoon is een zekere Campion Bond. Via Bond krijgen ze opdracht om het op te nemen tegen de "Devil Doctor", die een topgeheime uitvinding van de Britse regering heeft gestolen. Met behulp van dit zogenaamde cavorite kan men gigantische luchtschepen laten vliegen.
Nadat hun missie geslaagd is ontdekt de League echter dat M, het hoofd van de geheime dienst, niemand minder is dan Professor Moriarty, die in een strijd met De Dokter is verwikkeld voor controle over de Londense onderwereld. Hij is van plan om met behulp van het cavorite het oosten van Londen plat te bombarderen, waarmee zowel de Doctor als de League om zullen komen. De League grijpt op eigen houtje in en redt de stad, waarbij Moriarty omkomt. Mycroft Holmes wordt de nieuwe M.
In een bijgevoegd proza-verhaal, Allan and the Sundered Veil, komt Allan Quatermain in een droomwereld terecht, waarbij hij de Tijdreiziger, John Carter van Mars en Randolph Carter ontmoet, evenals meerdere monsters uit de werken van Howard Phillips Lovecraft.

### Volume 2
Deze miniserie speelt zich af tijdens de gebeurtenissen uit The War of the Worlds. Het verhaal begint op Mars, waar John Carter en luitenant Gullivar samen met een leger Martianen (waar onder andere de Sorns uit Malacandra deel van uitmaken) een groep aliens die Mars al jaren teistert eindelijk van de planeet weten te verdrijven. De aliens zetten echter koers naar een nieuw doelwit: aarde.
De League krijgt te maken met de komst van deze aliens, die gezien het feit dat ze vanaf Mars naar de aarde kwamen onterecht voor Martianen worden aangezien. Griffin pleegt hierop verraad door de aliens te helpen met hun invasie. De rest van de League splitst zich op in twee groepen. Nemo en dr. Jekyll verdedigen Londen met de Nautilus, terwijl Mina en Quatermain op zoek worden gestuurd naar een manier om de aliens te verslaan. Hierbij krijgen Mina en Allan een verhouding. De oplossing komt van Dr. Moreau, die een kruising tussen antrax en streptokokken gecreëerd heeft.
Hyde slaagt erin om Griffin te ontdekken, daar hij infrarode straling kan zien, waarop hij de verrader gruwelijk vermoordt. Om tijd te rekken valt Hyde de driepoten van de aliens aan, waarbij hij omkomt. Door het afvuren van een projectiel met de bacteriën worden de aliens uitgeroeid. Nemo is echter woedend over de bacteriologische oorlogvoering en neemt ontslag. 
Bijgevoegd is ook de New Traveller's Almanac, waarbij allerlei fictieve plaatsen over de hele wereld worden vermeld. De plaatsen zijn alle afkomstig uit verhalen die geschreven zijn vanaf de oudheid tot in de twintigste eeuw. Ze worden vermeld aan de hand van reisverslagen van oudere versies van de League, evenals van kapitein Nemo, de onsterfelijke Orlando en uiteindelijk Mina en Allan. Er wordt geïmpliceerd dat Mina en Allan in de loop van hun reizen de bron der jeugd ontdekt hebben, maar dit geheim hebben gehouden, waarna Quatermain zichzelf als zijn zoon voordoet en Orlando zich bij hen aansluit.

### The Black Dossier
Een graphic novel die zich afspeelt in 1958. De enige leden van de League die nog in leven zijn in dit tijdperk zijn Mina Harker en Alan Quartermain Jr. De Big Brother-overheid uit het boek 1984 is net gevallen, maar de gevolgen zijn nog altijd merkbaar. Mina en Alan werken niet langer voor de regering en gaan op zoek naar het geheime Zwarte Dossier, dat de geschiedenis bevat van de originele League. Daarbij worden ze op de hielen gezeten door geheim agent Jimmy, Emma Night (uit De Wrekers), en Hugo Drummond. Op de vlucht ontdekken ze dat de Greyfriars-kostschool al eeuwenlang gebruikt is om spionnen te rekruteren, zoals oud-leerling William hen verteld. Big Brother en Harry Lime, de nieuwe M, kwamen ook van de school.
Onderweg lezend in het Zwarte Dossier wordt, in allerlei verschillende verhalen, de geschiedenis van de League nader verteld. Zo bevat het dossier het levensverhaal van de onsterfelijke en van geslacht veranderende Orlando (gebaseerd op de hoofdpersoon uit Orlando: A Biography), de oprichting van de eerste versie van de League begin 17e eeuw door Prospero, het ontstaan van de Victoriaanse League en diverse belevenissen van de verschillende versies van de League, onder meer tegen een Franse en Duitse versie. Ook ontdekken ze dat Jimmy een landverrader is die in de opdracht van de CIA de vader van Night heeft vermoord. Zijn dekmantel was een missie tegen een verzonnen afstammeling van de Devil Doctor: er was "geen doctor". Als Drummond hierachter komt wordt hij door Jimmy vermoord. Mina en Allan bereiken de Blazing World waar ze na de oorlog hun toevlucht gezocht hadden. Hier worden ze verwelkomd door velerlei verhaalfiguren zoals Fanny Hill, Orlando en Prospero.

### Volume 3: Century
Deze serie telt drie hoofdstukken, elk 72 pagina's dik. Het verhaal speelt zich af over de loop van 100 jaar. De league, die nu ook de leden Orlando en A. J. Raffles telt, komt dankzij Carnacki een genootschap op het spoor dat werkt aan een zogenaamde "moonchild". Deze Moonchild wordt 100 jaar later daadwerkelijk geboren, en lijkt in elk opzicht de antichrist te zijn. Hoewel er geen namen worden genoemd, is de Moonchild duidelijk een parodie op Harry Potter. Quartermain komt om in gevecht met de Moonchild, welke uiteindelijk zelf wordt verslagen door een niet bij naam genoemde dame die volgens eigen zeggen de moeder van alle fictie is.
De reeks bevat ook een kortverhaal getiteld Minions of the Moon.

### De Nemo-trilogie
Na het afronden van Century begonnen Moore en O'Neill aan een spin-off onder de titel Nemo. De trilogie gaat, ondanks wat de naam doet vermoeden, niet over kapitein Nemo zelf, maar over zijn dochter en opvolgster Janni Dakkar. Janni, die eigenlijk Jenny uit de Driestuiversopera is, werd al in het eerste deel van Century geïntroduceerd, waarin ze na Nemo's overlijden zijn plaats inneemt. De trilogie concentreert zich op haar leven daarna.
In het eerste deel, Heart of Ice gaat Janni in 1925 op expeditie op Antarctica, op een route die haar vader ook heeft afgelegd. De teamleden worden echter op de hielen gezeten door drie "helden" in dienst van Charles Foster Kane, die nog een appeltje met Janni te schillen heeft voor de diefstal van de kroonjuwelen van Koningin Ayesha. Onderweg komen ze ook het nodige tegen, waaronder De Bergen van de Waanzin en een Shoggoth. Het vervolg, The Roses of Berlin speelt in 1941. Tegen die tijd heeft Janni een relatie met Broad Arrow Jack en is hun dochter Hira getrouwd met de zoon van Robur de Veroveraar. Als dochter en schoonzoon gevangengenomen worden door de Duitse dictator Adenoid Hynkel gaan Janni en Jack op reddingsmissie in de Berlijnse metropool. Dit is een valstrik, omdat Hynkel door Janni te doden een alliantie met Ayesha kan sluiten. In Berlijn worden ze dan ook opgewacht door het restant van de Zweilichthelden: Dr. Caligari, Dr. Mabuse en de Machinemens. Mabuse verraadt zijn collega's, waarna Jack zich opoffert en Janni Ayesha in een tweegevecht doodt. Ze ontkomt met Hira en Arnand Robur, maar niet zonder de stad te verwoesten. Het derde en laatste deel, River of ghosts, gaat over een cult van aanhangers van Hynkel rondom de klonen van koningin Ayesha.

## Toekomst
Alan Moore heeft bekendgemaakt in toekomstige delen ook andere Leagues uit andere tijdperken te willen introduceren. Een van de groepen die hij in gedachten heeft is reeds te zien op een portret in het hoofdkwartier van de League. Deze groep bevat onder andere een oudere Lemuel Gulliver, Doctor Syn, de Scarlet Pimpernel, Fanny Hill en Natty Bumppo.

## Ontvangst en invloed
Volume I van de reeks won in 2000 de Bram Stoker Award for Best Illustrated Narrative. Volume II werd in 2003 genomineerd voor dezelfde award, maar verloor die aan The Sandman: Endless Nights. Volume II kreeg wel de Eisner Award voor Best Finite Series/Limited Series. 
Kevin J. Anderson's roman The Martian War uit 2005 gebruikte verschillende plotwendingen uit Volume II. 

## Verfilming
In 2003 verscheen een film gebaseerd op de strip, ook getiteld The League of Extraordinary Gentlemen. De film bevat alle personages uit Volume I, maar een uniek verhaal. De film zou het begin moeten vormen van een grotere franchise rondom de League, maar door de slechte ontvangst van de film is het onwaarschijnlijk dat dit zal gebeuren.